# Elezioni parlamentari in Giappone del 2017
Le elezioni parlamentari in Giappone del 2017 si tennero il 22 ottobre per il rinnovo della Camera dei rappresentanti, la camera bassa della Dieta nazionale. 
Le consultazioni videro la vittoria del Partito Liberal Democratico di Shinzō Abe, che fu confermato Primo ministro. Nel 2020 la guida del governo passò a Yoshihide Suga e, nel 2021, a Fumio Kishida, anch'essi di estrazione liberal-democratica.

## Sistema elettorale
Per le elezioni parlamentari della Camera dei rappresentanti, la legge elettorale giapponese prevede l’applicazione di un sistema elettorale misto. Difatti, dei 465 rappresentanti:
- 289 sono eletti secondo un sistema maggioritario secco in altrettanti collegi uninominali;
- 176, invece, sono eletti secondo il sistema proporzionale, all’interno di 11 collegi plurinominali “in blocco”, ciò significa che, per ciascun collegio, i seggi sono ripartiti proporzionalmente ai risultati locali delle formazioni politiche e dei candidati.[1]

## Risultati
| Liste                                           | Proporzionale | Proporzionale | Proporzionale | Maggioritario | Maggioritario | Maggioritario | Totale seggi |  |
| Liste                                           | Voti          | %             | Seggi         | Voti          | %             | Seggi         | Totale seggi |  |
| ----------------------------------------------- | ------------- | ------------- | ------------- | ------------- | ------------- | ------------- | ------------ |  |
| Partito Liberal Democratico                     | 18 555 717    | 33,28         | 66            | 26 500 776    | 47,82         | 218           | 284          |  |
| Partito Costituzionale Democratico del Giappone | 11 084 890    | 19,88         | 37            | 4 726 326     | 8,53          | 18            | 55           |  |
| Kibō no tō                                      | 9 677 524     | 17,36         | 32            | 11 437 601    | 20,64         | 18            | 50           |  |
| Kōmeitō                                         | 6 977 712     | 12,51         | 21            | 832 453       | 1,50          | 8             | 29           |  |
| Partito Comunista Giapponese                    | 4 404 081     | 7,90          | 11            | 4 998 932     | 9,02          | 1             | 12           |  |
| Nippon Ishin no Kai                             | 3 387 097     | 6,07          | 8             | 1 765 053     | 3,18          | 3             | 11           |  |
| Partito Socialdemocratico                       | 941 324       | 1,69          | 1             | 634 770       | 1,15          | 1             | 2            |  |
| Partito della Realizzazione della Felicità      | 292 084       | 0,52          | -             | 0             | 0,00          | -             | -            |  |
| Nuovo Partito Daichi                            | 226 552       | 0,41          | -             | 0             | 0,00          | -             | -            |  |
| Shiji Seitō Nashi                               | 125 019       | 0,22          | -             | 0             | 0,00          | -             | -            |  |
| Nippon no Kokoro                                | 85 552        | 0,15          | -             | 0             | 0,00          | -             | -            |  |
| Altri                                           | 0             | 0,00          | -             | 211 251       | 0,38          | -             | -            |  |
| Indipendenti                                    | 0             | 0,00          | -             | 4 315 027     | 7,79          | 22            | 22           |  |
| Totale                                          | 55 757 552    | 100           | 176           | 55 422 189    | 100           | 289           | 465          |  |
|                                                 |               |               |               |               |               |               |              |  |
| Schede nulle                                    | 1 187 702     | 2,09          |               | 1 528 869     | 2,68          |               |              |  |
| Votanti                                         | 56 945 254    | 53,68         |               | 56 950 957    | 53,68         |               |              |  |
| Elettori                                        | 106 091 229   |               |               | 106 091 229   |               |               |              |  |

- Per la quota maggioritaria, i voti conseguiti dalle liste e il totale dei voti validi si intendono approssimati per difetto (senza parte decimale).

| Riepilogo dei seggi | Riepilogo dei seggi | Riepilogo dei seggi | Riepilogo dei seggi | Riepilogo dei seggi | Riepilogo dei seggi | Riepilogo dei seggi |
| ------------------- | ------------------- | ------------------- | ------------------- | ------------------- | ------------------- | ------------------- |
|                     |                     |                     |                     |                     |                     |                     |
| JCP                 | 12                  | ▼ 9                 |                     | Shamin-tō           | 2                   | ━                   |
| CDPJ                | 55                  | Nuovo               |                     | Indipendenti        | 22                  | ▲ 14                |
| Kibō no tō          | 50                  | Nuovo               |                     | Kōmeitō             | 29                  | ▼ 6                 |
| LDP                 | 284                 | ▼ 7                 |                     | Ishin no Kai        | 11                  | Nuovo               |